# توماس هوكنز
توماس هوكنز هو عالم جيولوجيا إنجليزي ولد في عام 1810 وتوفي في عام 1889.
عمل توماس بجمع وتجارة المستحاثات، وخاصةً الإكتيوصور والبليزوصور.
عاش توماس هوكنز بجلاستونبري، وكان يشتري الحفريات التي تكشف نتيجة تآكل ساحل لايم ريجس، دورست، حيث التقى بجامعة الحفريات الشهيرة ماري آننغ، التي ساعدته في جمع هياكل إكتيوصور، ولكنها كذلك لاحظت ميله لتحسين ما يجمع من هياكل متحفرة حيث قالت عنه: «لقد كان يضع الأشياء كما على الصورة التي يراها، وليس على الصورة التي يجب أن تكون عليها...»
وقد أثيرت حوله أتهامات بإضافة عظام إلى هياكل الإكتيوصور، كي تبدو مكتملة، ليبيعها للمتحف البريطاني دون علم الإدارة بمثل هذه الإضافات.
وكذلك كان توماس يشتري تلك الحفريات التي كانت تستخرج من المحاجر.

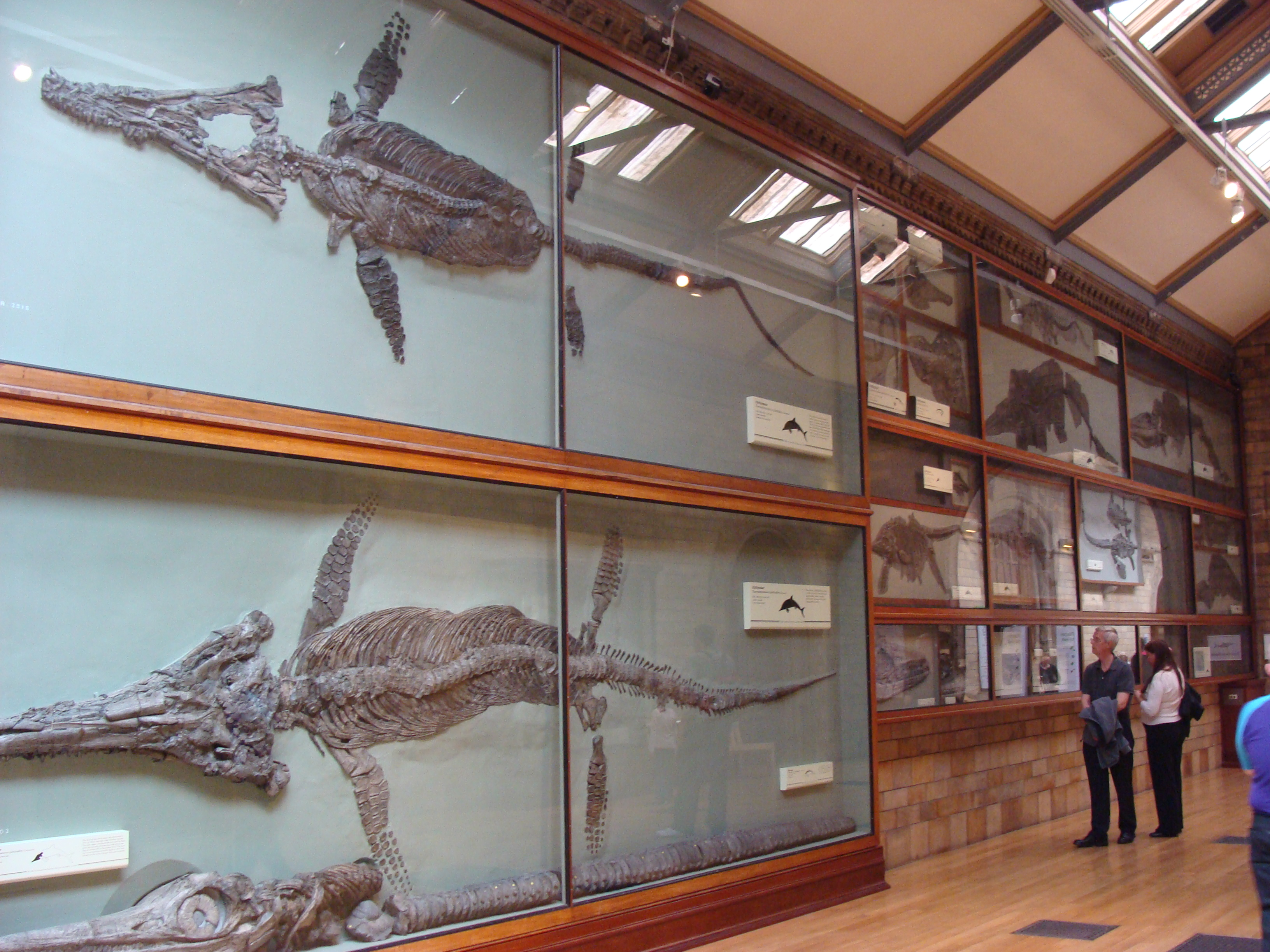
صورة لهيكل إكتيوصور باعه توماس هوكنز لمتحف التاريخ الطبيعي بلندن، وهو ما زال معروض به حتى الآن

باع توماس مجموعته الأولى من الحفريات لمتحف التاريخ الطبيعي بالمتحف البريطاني مقابل £3,000.

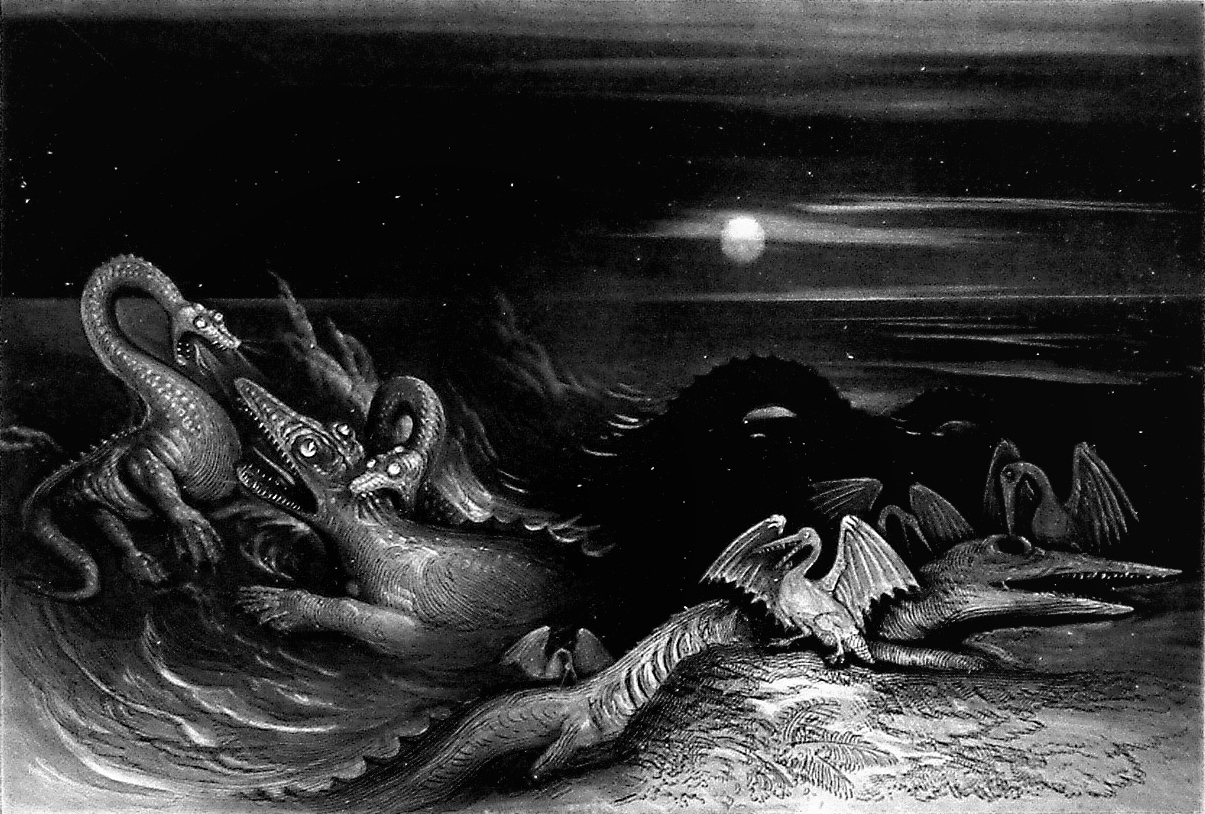
صورة لغلاف كتاب توماس هوكنز الشهير (تنين البحر العظيم)

ألف توماس عدة مؤلفات ما بين 1830 و1860 من أبرزها: كتاب تنين البحر العظيم (The book of the great sea-dragons, Ichthyosauri and Plesiosauri, [gedolim taninim] gedolim taninim, of Moses. )
وكتابه مذكرات الإكتيوصور والبليزوصور (Memoirs of Icthyosaurii and Plesiosaurii)
كان هوكنز زميل الجمعية الجيولوجية بلندن.